# Małgorzata Majchrzak
Małgorzata Majchrzak (ur. 30 stycznia 1951) – polska lekkoatletka, specjalizująca się w wielobojach, mistrzyni, rekordzistka i reprezentantka Polski.

## Kariera sportowa
Była zawodniczką Olimpii Poznań.
Na mistrzostwach Polski seniorek zdobyła dwa złote medale w pięcioboju: w 1972 i 1973. W 1974 została halową mistrzynią Polski seniorek w skoku w dal.
Reprezentowała Polskę na zawodach Pucharze Europy w wielobojach, zajmując w 1973 12. miejsce w półfinale, z wynikiem 4135.
30 lipca 1972 ustanowiła rekord Polski w pięcioboju, wynikiem 4248. Rekord ten nie został nigdy poprawiony, gdyż w 1977 zmieniono jedną z konkurencji pięciobojowych, wprowadzając w miejsce biegu na 200 metrów – bieg na 800 metrów.
Rekordy życiowe:
- 200 m: 24,50 (12.08.1973)[1]
- 100 m ppł: 14,0 (29.07.1972)[1]
- skok w dal: 6,21 (22.07.1973)[1]
- pięciobój: 4248 (30.07.1972)[5]